# Тип (биология)
Тип (лат. phylum) — один из высших рангов таксономической иерархии в зоологии. В ботанических, микологических и бактериологических классификациях ему соответствует термин отдел (лат. divisio).
В иерархии таксономических категорий тип и отдел находятся выше класса и ниже царства.
Примеры:
- класс Насекомые (Insecta) относится к типу Членистоногие (Arthropoda).
- класс Однодольные (Liliopsida) относится к отделу Покрытосеменные, или Цветковые (Magnoliophyta).

Иногда используются также производные ранги:
- в зоологии:
  - надтип (лат. superphylum) — ранг выше типа,
  - подтип (лат. subphylum) — ранг ниже типа,
  - инфратип (лат. infraphylum) — ранг ниже подтипа;
- в ботанике:
  - надотдел (лат. superdivisio) — ранг выше отдела,
  - подотдел (лат. subdivisio) — ранг ниже отдела.

## История понятия
До начала XIX века высшим рангом в иерархии таксономических категорий был класс. Этого было вполне достаточно при относительно невысоком уровне детализации системы, характерном для того времени.
В системе Карла Линнея было всего шесть классов: млекопитающие, птицы, гады, рыбы, насекомые и черви. Следует помнить, что объём этих групп был несколько иным, чем принято ныне. Например, к «гадам» относились не только рептилии и амфибии, но и некоторые рыбы, к «насекомым» относились все членистоногие, а «черви» представляли собой настоящую свалку, сформированную по остаточному принципу (выражение «линнеевские черви» в зоологическом жаргоне надолго стало синонимом группы, система которой находится в хаотическом состоянии и нуждается в серьёзнейшей переработке).
В конце XVIII — начале XIX веков количество классов начало постепенно увеличиваться. Это было связано с тем, что в результате сравнительно-анатомических исследований так называемых «низших животных» (линневских насекомых и, главным образом, червей), натуралисты обнаружили значительное разнообразие организации. Из насекомых были выделены ракообразные, паукообразные, усоногие (долгое время эта группа ракообразных не находила себе места в системе). Из червей — моллюски, «зоофиты» (животнорастения — по большей части, кишечнополостные), «инфузории» (практически все микроскопические беспозвоночные).
Объединение классов животных в более крупные группы — заслуга французского натуралиста Жоржа Кювье (1769—1832), который предложил систему, согласно которой все известные классы были распределены между четырьмя группами, которые он назвал ответвлениями (фр. embranchement). Этими четырьмя группами были позвоночные, членистые (фр. animaux articulées), моллюски (фр. animaux mollusques) и лучистые (фр. animaux rayonnées).
Позже количество типов значительно возросло. В современных системах животных их насчитывается несколько десятков. Латинизированное греческое слово phylum было использовано немецким зоологом Эрнстом Геккелем (1834—1919) и с тех пор закрепилось в зоологической систематике.
Долгое время считалось, что выделения в особый тип заслуживает группа, обладающая самостоятельным планом строения, не сводимым к планам строения других типов. Однако ввиду отсутствия строгой формулировки понятия план строения (и самой возможности строгой формулировки такого понятия) это требование утратило свою актуальность.

## Названия типов (отделов)
Научные названия типов (отделов), как и названия других таксонов, ранг которых выше рода, являются униномиальными, то есть состоят из одного слова — существительного (или прилагательного, используемого как существительное) во множественном числе, написанного с заглавной буквы.
В ботанике и микологии и для названий отделов и подотделов используются стандартизированные окончания (эти окончания только рекомендуются, но не являются обязательными). В вирусологии для названий типов и подтипов стандартизированные окончания обязательны:
|          | отдел (тип) | подотдел (подтип) |
| растения | -phyta      | -phytina          |
| грибы    | -mycota     | -mycotina         |
| вирусы   | -viricota   | -viricotina       |